# Гропина (Арецо)
Гропина је насеље у Италији у округу Арецо, региону Тоскана.
Према процени из 2011. у насељу је живело 36 становника. Насеље се налази на надморској висини од 377 м.